# Crisia crisidioides
Crisia crisidioides är en mossdjursart som beskrevs av Ortmann 1890. Crisia crisidioides ingår i släktet Crisia och familjen Crisiidae. Inga underarter finns listade i Catalogue of Life.